# کولی (ترانه لیدی گاگا)
«کولی» (به انگلیسی: Gypsy) ترانه‌ای از هنرمند اهل ایالات متحده آمریکا لیدی گاگا است. این ترانه در آلبوم آرت‌پاپ قرار داشت.